# Spermacoce ramanii
Spermacoce ramanii là một loài thực vật có hoa trong họ Thiến thảo. Loài này được Sivar. & R.V.Nair miêu tả khoa học đầu tiên năm 1986.